# Bertol Arrieta
Bertol Arrieta Kortajarena (Zarauz, Guipúzcoa, 2 de junio de 1975) es un escritor, guionista y director de cine vasco.

## Biografía
Comenzó en la literatura como escritor de cuentos, con los cuales ha ganado varios premios, tales como el Premio Kutxa de Literatura de la Ciudad de Donostia en 2003 con el cuento What a wonderful world, o el Ignacio Aldecoa en 2018 con "Bi doberman beltz". 
En 2007 ganó el Premio Caja Vital-Taller Apota de guiones, algo que le permitió rodar su primer cortometraje basado en ese guion, Itsaso urdin bertikala, producido por Pello Varela y el Taller de Imagen Apota de Araia.
Tiene publicados dos libros de relatos y varios libros de literatura infantil y juvenil. En 2021 publicó su primera novela para adultos, "Gezurra berdaderoa", y en 2022 su primera novela gráfica, en colaboración con la ilustradora Sandra Garayoa ("Hodeien gaineko aldean"), la cual fue traducida y publicada también en español ("En la parte más alta de las nubes") y en francés ("L´écume des nuages") en 2023.  

## Obras

### Libros de literatura
- Txikira beti hordago! (2004, Erein)
- Alter Ero (2012, Susa)
- Burua galdu zuen jirafa (2015, Elkar)
- Elurraren formula (2017, Elkar)
- Gezurra berdaderoa (2021, Elkar)
- Hodeien gaineko aldean (2022, Txalaparta)

### Guiones
- Itsaso urdin bertikala (2007)
- Odolean daramagu (2016)
- Zorrak zor (2017)
- Hil (2019)
- Ez dakit zergatik kontatzen dizudan hau orain (2023)

## Cine
- Itsaso urdin bertikala (2007)
- Zorrak zor (2017)
- Hil (2019)
- Ez dakit zergatik kontatzen dizudan hau orain (2023)

## Premios
- X. Premio ''Berrigara'' de Cartas de Amor (Amodiozko Gutunen X. Berrigara Lehiaketa) (2002).
- Premios Literarios Kutxa Ciudad de San Sebastián (2003).
- Premio Caja Vital-Taller Apota (2007).
- Premio al mejor guion profesional (2017, 40 edición del Festival de Cine Vasco de Lequeitio).
- Premio Literario Ignacio Aldecoa (2018).